# Épretot
Épretot ist eine französische Gemeinde mit 783 Einwohnern (Stand: 1. Januar 2022) im Département Seine-Maritime in der Region Normandie. Sie gehört zum Arrondissement Le Havre und zum Kanton Saint-Romain-de-Colbosc. Die Einwohner werden Épretotais und Épretotaises genannt.

## Geographie
Épretot liegt etwa 16 Kilometer ostnordöstlich von Le Havre in der Naturregion Pays de Caux. Umgeben wird Épretot von den Nachbargemeinden Sainneville im Norden und Nordwesten, Étainhus im Norden und Nordosten, Gommerville im Osten und Nordosten, Saint-Romain-de-Colbosc im Südosten, Saint-Aubin-Routot im Süden sowie Saint-Laurent-de-Brèvedent im Westen und Südwesten.
Durch den Südosten der Gemeinde führt die Autoroute A29.

## Einwohnerentwicklung
| Jahr      | 1962 | 1968 | 1975 | 1982 | 1990 | 1999 | 2006 | 2013 | 2020 |
| --------- | ---- | ---- | ---- | ---- | ---- | ---- | ---- | ---- | ---- |
| Einwohner | 302  | 293  | 342  | 361  | 503  | 644  | 721  | 710  | 784  |

## Sehenswürdigkeiten
- Der Chor der Pfarrkirche Saint-Pierre stammt aus dem 12. Jahrhundert, der Glockenturm aus dem 16. Jahrhundert, das einschiffige Langhaus aus dem 17. Jahrhundert.
- Das Wohngebäude des Herrenhauses in La Vignotière wurde in der zweiten Hälfte des 17. Jahrhunderts errichtet. Das erste Stockwerk ist im 19. Jahrhundert neu gebaut und erweitert worden.
- Taubenschlag und Kelter des Herrenhauses im Dorfzentrum stammen aus dem 17. Jahrhundert, Haus, Scheune, Stallungen aus dem 19. Jahrhundert.
- Taubenschlag des Herrenhauses in Ferme-Desgenetais datiert aus dem 17. Jahrhundert. Das Wohnhaus und die Scheunen stammen aus dem 19. Jahrhundert.